# Rudolf Schultze (Architekt)
Rudolf Carl Julius Schultze (* 30. April 1854 in Berlin; † 20. Juni 1935 in Bonn) war ein deutscher Architekt und Stadtbaumeister von Bonn.

## Leben und Wirken
Schultze war der älteste Sohn des Postdirektors Julius Schultze († 1895) und wuchs in seiner Geburtsstadt Berlin auf. Im Oktober 1875 begann er ein Studium der Architektur an der Berliner Bauakademie (ab 1879 Technische Hochschule Berlin). Zu seinen prägenden Lehrern gehörten dort Johann Eduard Jacobsthal und Johann Heinrich Strack, ein Architekt der Schinkelschule. Am 16. September 1879 legte er das erste Staatsexamen ab, worauf eine mehrjährige Beschäftigung als Regierungsbauführer bei der Post-Bauverwaltung in Berlin und Erfurt folgte. Nach Ablegung des zweiten Staatsexamens im März 1884 wurde Schultze zum Regierungsbaumeister des Hochbaufaches ernannt, anschließend war er bei der Hochbauverwaltung des Magistrats von Berlin tätig.
1888 wurde Schultze bei der Stadt Köln als Stadtbauinspektor angestellt. In dieser Funktion betreute er gemeinsam mit Carl Steuernagel die Wasserversorgung der Stadt. 1895 wählte ihn die städtische Baukommission in Bonn unter 60 Bewerbern auf Fürsprache des Oberbürgermeisters Wilhelm Spiritus – der Schultze noch als städtischer Beigeordneter in Köln kennengelernt hatte – für die freiwerdende Stelle des Stadtbaumeisters aus. Nach dem Beschluss der Stadtverordnetenversammlung vom 13. Dezember 1895 zur Berufung Schultzes trat dieser am 1. Februar 1896 seine neue Stelle unter der Amtsbezeichnung „Stadtbaurat“ an. Damit unterstand ihm die städtische Bauverwaltung, die während seiner Amtszeit an Bedeutung gewann und hinsichtlich der Mitarbeiterzahl von 32 auf 83 Personen anwuchs. Zu ihren Hauptaufgaben nach Amtsantritt Schultzes gehörten der Bau der ersten Bonner Rheinbrücke (1896–98), der Ausbau des Straßennetzes einschließlich der Regulierung und Befestigung der Bürgersteige sowie der Straßendämme und der Anschluss aller Häuser an das vormals äußerst lückenhafte und planlos entstandene Kanalnetz bis zur Eingemeindung einiger Vororte im Jahre 1904. Während Schultzes Amtszeit wurden erstmals von der Stadt Bebauungs- und Fluchtlinienpläne sowie ein Kanalplan erlassen bzw. erstellt.
Als Stadtbaumeister fertigte Schultze auch eigene architektonische Entwürfe an. Zu seinen bedeutendsten Werken in dieser Funktion zählen die Erweiterung des Schlachthofs in der Weststadt (um 1895), das anlässlich des 100. Geburtstags von Wilhelm I. entstandene Kaiser-Wilhelm-Gedächtnismal auf dem Venusberg (1897), die Stadthalle in der Gronau (1901), die für die Universität errichtete Augenklinik an der Wilhelmstraße (1903), der städtische Fuhrpark an der Ellerstraße (1903), das Viktoriabad als erstes Hallenbad Bonns (1906) sowie das erste als solches geplante Berufsschulgebäude Preußens an der damaligen Bornheimer Straße (1913).

### Mitgliedschaften und öffentliche Ämter
Schultze engagierte sich in Bonn auch als Kommunalpolitiker. Am 8. November 1901 wurde er zum Beigeordneten der Stadt gewählt und als solcher am 4. Oktober 1904 zum ersten Stellvertreter des Oberbürgermeisters bestimmt. Schultze war Mitglied des Vereins von Altertumsfreunden im Rheinland und dessen langjähriger Vizepräsident bis zu seinem Rückzug aus Altersgründen im Juli 1933.

### Forschungsarbeit
Schultze betrieb bei den von ihm geleiteten und verantworteten Tiefbau-Arbeiten seit Beginn seiner Tätigkeit als Stadtbauinspektor in Köln archäologische Forschungen und veröffentlichte einige seiner Fundergebnisse in Fachzeitschriften, darunter den Bonner Jahrbüchern. In Köln erforschte er im Zuge des Ausbaus der Kanalisation anhand von baulichen Zeugnissen gemeinsam mit seinem dortigen Kollegen Carl Steuernagel die Topographie der römischen Stadt und legte mit diesem nach langjährigen Beobachtungen 1895 Pläne und Beschreibungen römischer Straßen im Bereich des oppidumzeitlichen Hafenbeckens vor, die bis 1930 erheblich erweitert wurden. Da die Baustellen der Stadt im Hinblick auf die Geschichtsfunde zuvor nicht regelmäßig beobachtet worden waren, kann Schultze als ein Mitbegründer der Kölner Altertumsforschung als eines systematischen Forschungszweiges gelten.

### Familie und Privates
Schultze war mit Johanna geborene Grosse (1857–1931) verheiratet. Aus der Ehe ging ein Kind hervor, Fritz Schultze (1890–1918), der im Ersten Weltkrieg als Oberleutnant des Fußartillerie-Regiments Nr. 9 diente und in diesem Einsatz in Buzancy bei Soissons fiel. Rudolf Schultze ruht auf dem Poppelsdorfer Friedhof.

## Werk

### Bauten in Bonn
| Bauzeit   | Ortsteil     | Adresse                               | Bild           | Objekt                            | Maßnahme                                                 | Anmerkungen                                                                  |
| --------- | ------------ | ------------------------------------- | -------------- | --------------------------------- | -------------------------------------------------------- | ---------------------------------------------------------------------------- |
| um 1895   | Weststadt    | Immenburgstraße                       |                | Schlachthof                       | Erweiterung                                              | Denkmalschutz                                                                |
| 1897      | Venusberg    | Rosenburgweg/ An der Casselsruhe Lage | weitere Bilder | Kaiser-Wilhelm-Denkmal            | Neubau (Ausführung: Johannes Degen; Bauherr: Stadt Bonn) | Denkmalschutz                                                                |
| 1897      | Bonn-Zentrum | Doetschstraße                         |                | Städtisches Gymnasium             | Neubau                                                   | 1944 kriegszerstört                                                          |
| 1899–1901 | Gronau       | Langemarckweg 1 Lage                  | weitere Bilder | Stadthalle                        | Neubau                                                   | 1944 kriegszerstört                                                          |
| 1900      | Gronau       | Rheinaue Lage                         | weitere Bilder | Bismarckturm                      | Neubau: Oberbauleitung (Entwurf: Wilhelm Kreis)          | Denkmalschutz                                                                |
| 1901–1903 | Bonn-Castell | Graurheindorfer Straße 80 Lage        | weitere Bilder | Volksschule („Nordschule“)        | Neubau                                                   | heute GHS „Am Römerkastell“; Denkmalschutz                                   |
| 1902      | Nordstadt    | Ellerstraße 48 Lage                   |                | Städtischer Fuhrpark („Ellerhof“) | Neubau                                                   | heute Büro- und Wohnnutzung; Denkmalschutz                                   |
| 1903      | Bonn-Zentrum | Wilhelmstraße                         |                | Augenklinik                       | Neubau (Bauherr: Universität Bonn)                       | 1944 kriegszerstört                                                          |
| 1905      | Nordstadt    | Maxstraße                             |                | Feuerwache                        | Neubau                                                   | 1973 abgebrochen                                                             |
| 1906      | Bonn-Zentrum | Franziskanerstraße                    |                | Viktoriabad                       | Neubau (Bildhauer: Karl Menser)                          | erstes Hallenbad Bonns; 1944 kriegsbeschädigt, 1969 abgebrochen              |
| 1909      | Nordstadt    | Dorotheenstraße 126 Lage              |                | Karlschule                        | Neubau                                                   | Denkmalschutz                                                                |
| 1913      | Bonn-Zentrum | Budapester Straße 23 Lage             | weitere Bilder | Pflicht-Fortbildungsschule        | Neubau                                                   | erstes Berufsschulgebäude Preußens; bis 2013 Pestalozzischule; Denkmalschutz |
| 1913–1915 | Südstadt     | Loestraße 14 Lage                     | weitere Bilder | Städtisches Lyzeum                | Neubau                                                   | heute Clara-Schumann-Gymnasium; Denkmalschutz                                |

## Auszeichnungen
- 1907: Roter Adlerorden IV. Klasse[1]
- 1917: Geheimer Baurat[1]
- 1919: Ehrendoktorwürde der Rheinischen Friedrich-Wilhelms-Universität Bonn (verliehen von der Philosophischen Fakultät)[1]
- 1929: Eintrag ins Goldene Buch der Stadt Bonn[1]

## Schriften (Auswahl)
- (gemeinsam mit Carl Steuernagel): Colonia Agrippinensis. Ein Beitrag zur Ortskunde der Stadt Köln zur Römerzeit. (= Jahrbücher des Vereins von Altertumsfreunden im Rheinland, Heft 98.) Bonn 1895 (mit 17 Tafeln).
- Die römischen Stadttore. In: Bonner Jahrbücher: Jahrbücher des Vereins von Altertumsfreunden im Rheinlande, Bd. 118 (1909), S. 280–352.
- Die baugeschichtliche Planentwicklung der Stadt Bonn von 1815–1915, Bonn 1919. [unveröffentlicht].